# هلال سعید
هلال سعید (عربی: هلال سعيد حميد سعيد آل سعيد؛ زادهٔ ۱۲ مهٔ ۱۹۷۷) یک بازیکن فوتبال اهل امارات متحده عربی است.
از باشگاه‌هایی که در آن بازی کرده‌است می‌توان به العین، و الجزیره امارات، العین، و تیم ملی فوتبال امارات متحده عربی اشاره کرد.
وی همچنین در تیم ملی فوتبال UAE نیز بازی کرده‌است.